# ベートーベン (映画)
『ベートーベン』（Beethoven）は、1992年のアメリカ合衆国のファミリーコメディ映画。ブライアン・レヴァントが監督した動物映画で、出演はチャールズ・グローディンとボニー・ハントなど。ペット泥棒のもとから逃げ出したセントバーナード犬が郊外の家に迷い込み、ドイツの作曲家ルートヴィヒ・ヴァン・ベートーヴェンにちなんで「ベートーベン」と名付けられて家族の一員となるさまを描いている。
翌年には続編の『ベートーベン2』が公開された。

## ストーリー
とあるアメリカの田舎町に住む平凡な一家・ニュートン家にペット泥棒の元から逃げ出した1匹のセント・バーナードの子犬がやってくる。エミリーを始めとした子供たちは犬が家族になると大喜びする。父親のジョージ・ニュートンは犬嫌いであり、気乗りしなかったが子供たちに懇願され、本当の飼い主が見つかるまでを条件に渋々飼うことを許可する。ベートーベンの「運命」に反応したことから「ベートーベン」と名付けられたこの犬は、ニュートン家で大きく成長する。成長したベートーヴェンは、衣類や家具を汚損するイタズラの限りを尽くすが、家族はベートーベンを可愛がっていた。
ジョージは経営する事業の拡大を目指してヴラッドとブリーの投資家夫婦と契約を結ぼうと考え、妻アリスを自分の会社で働くように頼み込む。アリスは気乗りしなかったが、夫のために仕事を受け入れてベビーシッターに子供たちの世話を頼む。しかし、ベビーシッターのデボニアが目を離した隙にエミリーがプールに落ちてしまう。エミリーは駆け付けたベートーベンに助けられるが、デボニアがこの事故をアリスに内緒にするように頼み込んだことに見兼ねたライスによってアリスの耳に届き、デボニアは解雇される。後日、ジョージは自宅にヴラッド夫妻を招いてパーティを開くが、二人は契約にかこつけて会社を乗っ取ろうと企んでおり、子供たちを侮辱したためアリスから反感を買う。ジョージはそれでも契約を結ぼうとしたが、ベートーベンが契約を邪魔したため会社を乗っ取られずに済んだ。ジョージは事業拡大のチャンスを邪魔されたことに堪忍袋の緒が切れてベートーベンを追い出そうとするがアリスに「あの犬を誇りに思うわ!だってあの連中にガツンと立ち向かってくれたし」と弁護された。
その頃、ペット泥棒の雇い主であるヴァーニックは、院長室でクライアントから弾薬の射撃実験用の大型犬を求められ、ベートーベンを手に入れようと考える。ヴァーニックは診察の名目でニュートン家を訪れ、血糊を使ってベートーベンに襲われたように偽装する。その瞬間を目撃したエミリーは両親に訴えるが、ヴァーニックに言い包められたジョージは、彼にベートーベンを引き渡してしまう。ベートーベンを引き渡したことで、ジョージは子供たちから見放されてしまうが、アリスの説得を受け、ベートーベンを取り戻すためにヴァーニックの動物病院に向かう。ヴァーニックは「あいにくあの犬は処分済だ」とウソを告げるが、彼の腕が無傷だったことに気付いたジョージは詰め寄ってヴァーニックを倒す。
ニュートン一家はヴァーニックを無灯火で尾行してペット泥棒のアジトである倉庫に辿り着く。ジョージは一人でその建物に潜入し、ベートーベンや他の動物たちを発見する。ヴァーニックがベートーベンを射殺しようとするが、天窓を突き破ってジョージが落ちてきたため、口封じのためにジョージを先に射殺しようとする。そこに子供たちが車ごとアジトに突入し、動物たちを解放してペット泥棒たちを一網打尽にする。ベートーベンは再びニュートン一家の元に戻り、ジョージもベートーベンを受け入れる。

## 登場人物
ジョージ・ニュートン
演：チャールズ・グローディン
芳香剤「エアフレッシュナー」を販売している会社の社長。家具を汚損されたり、寄生虫の感染を恐れるほどの犬嫌いである。家族を愛しているが、それ故に子供たちが可愛がるベートーベンに嫉妬に近い感情を抱くようになる。
実は元々犬嫌いというわけではなく、彼自身子供の頃に飼っていた犬を可愛がっていたが、病気にかかった愛犬を父親に連れ去られてしまったことが切っ掛けで犬に良い感情を持たなくなっていた。皮肉にも自分も父親と同じことをしかけたが、家族の絆を取り戻せたことでトラウマを克服し、ベートーベンに対しても心を開くようになった。
アリス・ニュートン
演：ボニー・ハント
ジョージの妻。会社の拡張のために共働きをしていたが、事業よりも家族を第一に考えているため、子供たちを放置することを望んでいなかった。結局ベビーシッターとしてデボニアの家にライス達を預けることになるが、ある事件がきっかけですぐにデボニアを解雇する。
ライス・ニュートン
演：ニコール・トム
ニュートン家の長女。
学園内に自身が想いを寄せる男子生徒がいたが、アプローチできずにいたところをベートーベンが仲を取り持つ。後にヴァーニックの事件をTVで報道されたことで一躍有名になり、彼にも振り向いてもらうことに成功する。
ヴァーニックが予防注射の観察に来た時、2階で「スーパーマリオブラザーズ3」を遊んでいたため偽装工作を目視できなかった。
テッド・ニュートン
演：クリストファー・キャスティール
ニュートン家の長男でライスの弟。空手を習いたがっている。
学校で虐めっ子3人組に虐められていたが、ベートーベンが影で威嚇して追い払ってくれたことから自信を付けて「二度と顔を見せるなよ!」と叫んだ(ベートーベンのおかげということには気づいていない)。
倉庫まで追跡したジョージが倉庫内で射殺されそうになったとき、無免許にもかかわらず車を無断で運転し、突入した。
エミリー・ニュートン
演：サラ・ローズ・カー
ニュートン家の末女でテッド達の妹。アリスが依頼したベビーシッターのデボニアの家で、彼女の目を盗んで外のプールサイドでボール遊びをしていて水上に落ちたボールを取ろうとして溺れた。しかし、エミリーの危機を察して裏庭の門を力ずくで壊して脱出したベートーベンに助けられ一命を取り留めた。
また、予防注射の観察にきたヴァーニックの工作を2階で目撃してジョージに真相を告げるが信じてくれず、その後ジョージがベートーベンを引き渡した際には「ひどいパパ……」とジョージの前でささやく。その夜 ヴァーニック動物病院に一家で行った時にはヴァーニックの噛まれたはずの腕には傷一つなく、工作の暴露に成功した。
ヘルマン・ヴァーニック
演：ディーン・ジョーンズ
ペット泥棒の首謀者で動物実験をしている科学者。表向きでは動物病院をやっているが、ある組織に弾薬の実験を依頼されて賄賂を受け取って引き受けた。
大金をしまっているところにニュートン一家が押しかけて、ジョージにベートーベンの居場所を聞かれるが「答える必要は無い、帰ってくれ」と答えると胸倉を捕まれ「私を殴ったら暴行傷害罪で刑務所行きだ!」と断るが結局殴られて気絶させられた。
本拠地である大きい倉庫でベートーベンをリボルバーで撃とうとしたとき、尾行してきたジョージに天窓を破って降りて来られた。それによって「秘密を知らなければよかったものの・・・!」とジョージを射殺しようとしたが、脱出したスパーキーに股間を噛まれ、激痛で天井を誤射する。最後は台車に乗った無数の注射器がテッドの運転した車に飛ばされ、腹に命中して再び気絶させられた。その後は起訴されるが、その際には自らの犯した罪に対して「あれは全く合法的な研究だ」とテレビカメラの前で主張していた。
ハーヴェイ
演：オリヴァー・プラット
ペット泥棒。ペットショップで窃盗の途中、店内に仕掛けられたレーザー光線に触って警報を鳴らしたり、ヴァーノンの運転中にはしゃいで運転の邪魔をするくらい手際が悪い。しかし、スクラップ置き場のフェンスの中にいた4頭のドーベルマンに関してはヴァーノンより先に気づいた。
ヴァーノン
演：スタンリー・トゥッチ
ペット泥棒。ペットショップに侵入する前に石でガラスを割って鍵を開けて、葉巻の煙でレーザー光線を探せるくらい手際がいい。
テッドに解放された犬達をけしかけられてハーヴェイと一緒にスクラップ置き場まで逃げ、有刺鉄線が張っているフェンスを越えたことで助かったと思い、フェンスの外の犬達をハーヴェイと一緒に挑発していた。が、フェンスの中にいたドーベルマン4頭には気づかず、最後にはハーヴェイと共に襲われて大怪我した。
ヴラッド
演：デイヴィッド・ドゥカヴニー
投資家。ニュートン社に投資してくれる協力者と思われたが、実際は会社を半年で乗っ取ろうと計画を立てていた。
しかし契約当日、ベートーベンにあの手この手で邪魔され、契約書にサインをさせることができず、ベートーベンにリードを椅子に巻きつけられて、全力で庭から引きずり出されて街中を徘徊することとなり、計画は失敗に終わってしまった。
虐めっ子3人組
演：パトリック・ラブレック、ジェイコブ・ケンナー、マシュー・ブルックス
テッドの小学校で昼食時間に彼に絡んで昼食のパンを牛乳で汚したり、バスで下校時、車内でテッドのカバンの中身をひっくり返したり、メガネを奪って3人でお手玉をする虐めを働いた。しかし、テッドの背後でベートーベンに威嚇されてメガネを返して一斉に撤退した。
デボニア
演：ローレル・クローニン
アリスに雇われたベビーシッター。自宅でライスたちの世話をしていたがオルガン演奏に熱中していて、エミリーが溺れた事を知って連れ帰りに来たアリスに解雇された。
女性ライダー
演：オーラン・ジョーンズ
序盤でスクラップ置き場の犬を探しにペットショップにバイクで来て、子犬のベートーベンを囲いから抱き上げて「こんな子犬が成長したら意地悪な奴になるさ」と言ったらジャンパーの上から小便をかけられベートーベンを置いて「ブルドッグはいないの？」と小便を拭いた。

## 登場犬
ベートーベン
本作の「主人犬」のセント・バーナード。ペットショップ「DOCKTOR PETCENTERS」で売られていたが、ヴァーノン達に盗み出されてしまう。しかし、スパーキーと共にパネルバンからの脱走に成功。
その後、新聞を受け取りに来たジョージの後をこっそりと追いかけ、そのままジョージ一家で飼われる事になる。
ケージからも抜け出すなど器用に動ける。
愛情深く、食べ物をスパーキーに分けたりする。
スパーキー
ベートーベンと同じくペットショップから盗み出された犬。本作のもう1匹の「主人犬」。ハーヴェイが運転の邪魔をした事で車体が揺れケージが落下し自由の身となり、ベートーベンのケージを開け、パネルバンのリアドアを開けて2匹で脱走する。
裕福なジョージ一家の飼い犬となったベートーベンとは対照的に、野良犬として残飯を漁りながら生活していた。同じ「脱走仲間」のベートーベンとは「友犬」であり、差し入れのパンを貰ったりしていた。
中盤ではホームレスの男性と出会い、空き缶拾いを手伝いながら暮らしていた。しかし、空き缶の罠で再度捕らえられてしまう。が、連れて行かれた倉庫でベートーベンと再会。薬物テストの素体にされそうになったが今度はベートーベンの協力で脱走に成功し、ジョージの窮地を救った。
エンディングではベートーベンと共にジョージ一家の飼い犬となり、「スパーキー」と名づけられた。

## キャスト
| 役名                   | 俳優                           | 日本語吹き替え                                                                 | 日本語吹き替え                                                                                      | 日本語吹き替え                                                                              |
| 役名                   | 俳優                           | ソフト版                                                                       | 日本テレビ版                                                                                        | NHK-BS2版                                                                                   |
| ---------------------- | ------------------------------ | ------------------------------------------------------------------------------ | --------------------------------------------------------------------------------------------------- | ------------------------------------------------------------------------------------------- |
| ジョージ・ニュートン   | チャールズ・グローディン       | 羽佐間道夫                                                                     | 玄田哲章                                                                                            | 檀臣幸                                                                                      |
| アリス・ニュートン     | ボニー・ハント                 | 宗形智子                                                                       | 小山茉美                                                                                            | 佐々木優子                                                                                  |
| ライス・ニュートン     | ニコール・トム                 | 小島幸子                                                                       | 高橋千代美                                                                                          | 本名陽子                                                                                    |
| テッド・ニュートン     | クリストファー・キャスティール | 浦野裕介                                                                       | 林勇                                                                                                | 池田恭祐                                                                                    |
| エミリー・ニュートン   | サラ・ローズ・カー             | 坂木朋子                                                                       | 川田妙子                                                                                            | 藤井ゆりあ                                                                                  |
| ヘルマン・ヴァーニック | ディーン・ジョーンズ           | 内田稔                                                                         | 小川真司                                                                                            | 堀勝之祐                                                                                    |
| ハーヴェイ             | オリヴァー・プラット           | 桜井敏治                                                                       | 桜井敏治                                                                                            | 天田益男                                                                                    |
| ヴァーノン             | スタンリー・トゥッチ           | 小形満                                                                         | 江原正士                                                                                            | 仲野裕                                                                                      |
| ブラッド               | デイヴィッド・ドゥカヴニー     | 石塚運昇                                                                       | 松本保典                                                                                            | 押切英希                                                                                    |
| ブリー                 | パトリシア・ヒートン           | 一城みゆ希                                                                     | さとうあい                                                                                          | 日野由利加                                                                                  |
| デヴォニア             | ローレル・クローニン           |                                                                                | 中島啓江                                                                                            | 京田尚子                                                                                    |
| ペットショップ店員     | メローラ・ウォルターズ         | 河原佳代子                                                                     | |                                                                                             |
| バイカー               | オーラン・ジョーンズ           | 沢海陽子                                                                       | |                                                                                             |
| 生徒1                  | ジョセフ・ゴードン＝レヴィット |                                                                                | |                                                                                             |
| 銃業者                 | リチャード・ポートナウ         |                                                                                | |                                                                                             |
| 不明 その他            | 不明 その他                    | 斉藤昌 有馬瑞香 塚田正昭 大滝進矢 浪川大輔 石井啓善 徳永浩之 内田崇吉 鎌手利幸 | 稲葉実 喜田あゆ美 古澤徹 辻親八 西宏子 池澤春菜 鳥海勝美 石塚絵美 田中恭兵 車宗洸 石井寧 津村まこと | 柿丸美智恵 浅野佐和子 椿基之 津田匠子 横尾博之 近藤玲子 渡部洋 梅田貴公美 桶川真由 青山桐子 |
| 日本語版制作スタッフ   |                                |                                                                                | |                                                                                             |
| 演出                   | 演出                           | 加藤敏                                                                         | 福永莞爾                                                                                            | 松川陸                                                                                      |
| 翻訳                   | 翻訳                           | 島伸三                                                                         | 徐賀世子                                                                                            | 中村久世                                                                                    |
| 調整                   | 調整                           |                                                                                | 栗林秀年                                                                                            | 長井利親                                                                                    |
| 効果                   | 効果                           |                                                                                | 山本洋平                                                                                            | 桜井俊哉                                                                                    |
| 録音                   | 録音                           |                                                                                | スタジオザウルス                                                                                    |                                                                                             |
| 編集                   | 編集                           |                                                                                | TOVIC                                                                                               |                                                                                             |
| 制作統括               | 制作統括                       |                                                                                | | 田中賢二                                                                                    |
| 制作                   | 制作                           | 東北新社                                                                       | ムービーテレビジョン                                                                                | ムービーテレビジョン                                                                        |
| 初回放送               | 初回放送                       | 2022年9月27日 テレビ東京 『午後のロードショー』 13:45-15:40                    | 1995年11月10日 日本テレビ 『金曜ロードショー』                                                      | 2005年1月6日 NHK-BS2 『衛星映画劇場』                                                       |

ソフト版はVODでも配信している。

## 音楽
映画のサウンドトラックは1992年12月15日にリリースされた。
| #         | タイトル                                         | 作詞      | 作曲・編曲 | Artist                                           | 時間 |
| --------- | ------------------------------------------------ | --------- | ---------- | ------------------------------------------------ | ---- |
| 1.        | 「Opening」                                      |           |            | Randy Edelman                                    | 4:20 |
| 2.        | 「Discovering the Neighborhood」                 |           |            | Randy Edelman                                    | 2:24 |
| 3.        | 「Ciao, Baby」                                   |           |            | Randy Edelman                                    | 0:40 |
| 4.        | 「Ted and the Bullies」                          |           |            | Randy Edelman                                    | 2:36 |
| 5.        | 「Beethoven to the Rescue」                      |           |            | Randy Edelman                                    | 2:10 |
| 6.        | 「A Stroll Through Town」                        |           |            | Randy Edelman                                    | 1:41 |
| 7.        | 「Puppy Snatchers」                              |           |            | Randy Edelman                                    | 3:01 |
| 8.        | 「The Dog Has to Go」                            |           |            | Randy Edelman                                    | 2:03 |
| 9.        | 「Table Spin」                                   |           |            | Randy Edelman                                    | 0:49 |
| 10.       | 「Sparkie's Chase」                              |           |            | Randy Edelman                                    | 1:53 |
| 11.       | 「George Gets Turned On」                        |           |            | Randy Edelman                                    | 1:29 |
| 12.       | 「Family In Pursuit」                            |           |            | Randy Edelman                                    | 1:38 |
| 13.       | 「The Break-In」                                 |           |            | Randy Edelman                                    | 1:51 |
| 14.       | 「Our Heroes」                                   |           |            | Randy Edelman                                    | 2:19 |
| 15.       | 「The Dogs Let Loose」                           |           |            | Randy Edelman                                    | 1:25 |
| 16.       | 「A Sad Return」                                 |           |            | Randy Edelman                                    | 2:19 |
| 17.       | 「Ryce's Theme」                                 |           |            | Randy Edelman                                    | 1:30 |
| 18.       | 「Roll Over Beethoven (written by Chuck Berry)」 |           |            | Paul Shaffer and The World's Most Dangerous Band | 4:43 |
| 合計時間: | 合計時間:                                        | 合計時間: | 38:51      |                                                  |      |

## 作品の評価
Rotten Tomatoesによれば、29件の評論のうち高評価は31%にあたる9件で、批評家の一致した見解は「もふもふで手に負えないベートーベンはいい子なので、もっと良い映画の方が相応しい。」となっている。